# Synagoge (Oberlustadt)
Die Synagoge in Oberlustadt, einem Ortsteil der rheinland-pfälzischen Ortsgemeinde Lustadt im Landkreis Germersheim, wurde 1851 errichtet und beim Novemberpogrom 1938 zerstört. Die Synagoge stand an der  Röderstraße 3, daneben stand die jüdische Schule.

## Architektur
Die Synagoge im Stil des Historismus hatte an der Westseite ein hufeisenförmiges Portal. Darüber war ein Drillingsfenster sowie im Giebelfeld ein als Davidstern ausgebildetes Fenster. Die Synagoge hatte 120 Plätze für Männer und auf der Empore 70 Frauenplätze.

## Zeit des Nationalsozialismus
Beim Novemberpogrom 1938 wurde die Synagoge durch SA-Männern aus Landau in der Pfalz in Brand gesteckt. Die Torarollen und der Toraschrein wurden vor der Synagoge verbrannt. Die Ruine der ehemaligen Synagoge blieb auch nach 1945 stehen. In den 1970er Jahren wurde auf dem Synagogengrundstück ein Wohnhaus errichtet.